# Алиев, Надир Алыш оглы
Надир Алыш оглы Алиев (азерб. Nadir Alış oğlu Əliyev; 30 июля 1962, Алиагалы, Агдамский район — 22 июля 1993, Гияслы (Агдамский район), Агдамский район) — азербайджанский офицер. Старший лейтенант. Национальный герой Азербайджана (1994, посмертно).

## Биография
Родился 30 июля 1962 года в деревне Алиагалы Агдамского района. С 1977 по 1981 год учился в Бакинском политехническом техникуме. В 1991 году окончил Высшую школу КГБ имени Ф. Э. Дзержинского, в 1993 году — юридический факультет Бакинского университета. 
С 1991 года находился на действительной военной службе в Министерстве национальной безопасности Азербайджана (МНБ).
С сентября по декабрь 1991 года служил в Мардакертском районном отделении КГБ (с ноября 1991 года МНБ) Азербайджана. В 1992 году назначен старшим оперуполномоченным Агдеринского районного отделения МНБ по Карабаху.
В январе 1993 года назначен старшим оперуполномоченным Агдамского районного отделения МНБ Азербайджана.

### Первая карабахская война
Во время боевых действий в районе города Мардакерт, Надир Алиев обратился с рапортом к командованию о командировании его на линию фронта. 
Продемонстрировал личную отвагу, принимая участие в боевых действиях в деревне Сырхавенд в составе отряда особого назначения МНБ. 22 июля 1993 года в бою за деревню Гияслы Агдамского района героически погиб, оказывая сопротивление врагу до последней минуты.

## Память
Указом президента Азербайджана №218 от 9 октября 1994 года старшему лейтенанту Алиеву Надиру Алыш оглы присвоено звание Национального героя Азербайджана (посмертно).